# 托波洛夫河
托波洛夫河是俄羅斯的河流，位於堪察加半島，河道全長約29公里，河水主要來自融雪和雨水，最終注入大哈皮察河，是虹鱒和遠東紅點鮭的棲息地。